# Heinrich Dreser
Heinrich Dreser (Darmstadt, 1º ottobre 1860 – Zurigo, 21 dicembre 1924) è stato un chimico tedesco, per lungo tempo direttore del laboratorio di farmacologia della Bayer.
Laureatosi ad Heidelberg, lavorò presso numerosi laboratori ed insegnò all'Università di Bonn. Dreser, come capo del laboratorio farmacologico della Bayer, fu il responsabile del lancio dell'eroina, che riteneva essere un ottimo antidolorifico non assuefante da sostituirsi alla morfina. Convinto delle potenzialità dell'eroina come farmaco, Dreser all'inizio osteggiò l'aspirina sintetizzata da Felix Hoffmann, suo sottoposto, nel 1897.